# Wilfried Minks
Wilfried Minks (Binai, Txecoslovàquia, 21 de febrer de 1930 - Berlín, 13 de febrer de 2018) va ser un escenògraf i director de teatre alemany.

## Vida
Minks va créixer a Bohèmia i va deixar el que llavors era Txecoslovàquia amb els seus pares com a refugiat després de la Segona Guerra Mundial. La família va arribar a Wurzen a Saxònia. Es va formar més tard a la Kunstgewerbeschule de Leipzig. Després d'un semestre i mig va passar a l'Acadèmia de Belles Arts de Berlín i hi va estudiar des de 1955 fins a 1957.
Abans de la construcció del Mur de Berlín el 1961, encara era possible que acceptés un compromís el 1959 al Stadttheater Ulm, on eren directors Kurt Hübner, Peter Zadek i Peter Palitzschr. Conèixer en Zadek va ser el decisiu en la seva carrera. Des d'aleshores va ser el col·laborador més proper de lEnfant terrible dels directors de teatre alemanys.
El 1962 el director artístic Hübner es va traslladar al Theater Bremen, i Minks el va seguir, igual que Peter Zadek. I aquí també les seves escenografies van donar forma als muntatges, de manera que, segons la crítica, ells mateixos representaven part de la direcció. La gent parlava de "l'estil Bremer" i significava l'època més innovadora del teatre alemany de postguerra.
Per a Minks, "l'escenografia implicava molt de pensament dramatúrgic" de manera que "l'escenògraf gairebé també és director". A principis de la dècada de 1970, Minks també va començar una carrera com a director. El 1972 va posar en escena Maria Stuart de Friedrich Schiller a Bremen i a partir de 1973 a tots els escenaris principals del món de parla alemanya. El 1979/80 va fer la pel·lícula històrica Geburt der Hexe amb la seva dona aleshores Ulla Berkéwicz (a la pel·lícula com Ulla Berkévicz) al paper principal. El 1980/81, Minks va ser director conjunt amb el director Johannes Schaaf durant un breu temps a la junta directiva del Mitbestimmungstheater a la Schauspiel Frankfurt i després va treballar com a director autònom.
Al llarg de la seva carrera, Minks va treballar amb tots els grans directors de la seva època, inclosos Luc Bondy, Dieter Dorn i Rainer Werner Fassbinder, Klaus Michael Grüber i Claus Peymann, així com Johannes Schaaf i Peter Stein. El seu treball també el va portar al Festival de Salzburg de 1975 (Leonce und Lena de Georg Büchner, dirigida per Schaaf; amb Klaus Maria Brandauer i altres) i al Burgtheater vienès (debuta a l'escenografia el 1988 amb El mercader de Venècia de William Shakespeare, dirigida per Zadek, més tard també com a director a l'Akademietheater, inclosa l'estrena mundial de Fernando Krapp hat mir diesen Brief geschrieben de Tankred Dorst (1992).
Wilfried Minks és membre de l'Acadèmia Lliure de les Arts d'Hamburg des de 1973 i de l'Acadèmia de les Arts de Berlín des de 1994. De 1967 a 1995 va ensenyar com a professor a la Universitat de Belles Arts d'Hamburg.

## Dissenys escènics importants a l'estil de Bremen
- 1964 - Held Henry, dirigida per Peter Zadek, l'únic detall d'un escenari buit és un panell amb retrats de governants anglesos.
- 1965 – El despertar de la primavera de Frank Wedekind – Director: Peter Zadek
- 1966 - Els bandits de Friedrich Schiller - Director: Peter Zadek - ambdues produccions estaven equipades amb una imatge còmica de l'artista Pop Art Roy Lichtenstein. .
- 1967 - Mesura per mesura de William Shakespeare - dirigida per Peter Zadek - escenari buit amb bombetes de colors brillants.
- 1969 - Torquato Tasso de Johann Wolfgang von Goethe - Director: Peter Stein - pel·lícula de plàstic al fons amb una catifa de pila verda brillant.
- Disseny de 1980 del Museu BMW de Múnic juntament amb el compositor de Múnic Eberhard Schoener[2]

## Premis
- Premi Adolf Grimme 1970 amb Or 1970, juntament amb Peter Zadeck i Tankred Dorst, pel programa Rotmord
- Nominació al Premi Max Ophüls de 1981 per Geburt der Hexe
- Nominació Fantasporto de 1982 per Geburt der Hexe
- Premi de teatre alemany Der Faust 2010 per l'obra de la seva vida
- Bremer Stadtmusikantenpreis de 2012 (categoria "Cultura")